# Divisiones Regionales de la Región de Murcia 1959-60
Las divisiones regionales de fútbol son las categorías de competición futbolística de más bajo nivel en España, en las que participan deportistas aficionados, no profesionales. En las provincias de Murcia, Albacete y Alicante su administración corre a cargo de la Federación Regional Murciana de Clubes de Fútbol. Inmediatamente por encima de estas categorías estaba la Tercera División española.
En la temporada 1959-1960 las divisiones regionales se dividen en Primera Regional y Segunda Regional.
Los dos primeros clasificados de Primera Regional ascienden a Tercera División.

## Primera Regional

### Clasificación
|  |     | Equipos de fútbol      | PJ | G  | E | P  | GF  | GC  | Dif | Pts |
|  | --- | ---------------------- | -- | -- | - | -- | --- | --- | --- | --- |
|  | 1.  | CD Abarán              | 34 | 25 | 4 | 5  | 103 | 38  | +65 | 54  |
|  | 2.  | Madrigueras CF         | 34 | 25 | 1 | 8  | 95  | 32  | +63 | 51  |
|  | 3.  | Monóvar CD             | 34 | 21 | 8 | 5  | 84  | 36  | +48 | 50  |
|  | 4.  | CD Muleño              | 34 | 20 | 4 | 10 | 73  | 49  | +24 | 44  |
|  | 5.  | Jumilla CF             | 34 | 19 | 5 | 10 | 86  | 57  | +29 | 43  |
|  | 6.  | SD Almansa             | 34 | 18 | 6 | 10 | 86  | 54  | +32 | 42  |
|  | 7.  | Lorquí CF              | 34 | 16 | 6 | 12 | 69  | 53  | +16 | 38  |
|  | 8.  | UD Elda                | 34 | 15 | 6 | 13 | 74  | 70  | +4  | 36  |
|  | 9.  | Hellín Deportivo       | 34 | 17 | 1 | 16 | 78  | 86  | -8  | 35  |
|  | 10. | CD Torre Pacheco       | 34 | 14 | 5 | 14 | 56  | 53  | +3  | 33  |
|  | 11. | Deportivo Unionense ED | 34 | 12 | 7 | 15 | 53  | 69  | -16 | 31  |
|  | 12. | CD Torrevejense        | 34 | 11 | 5 | 18 | 49  | 73  | -24 | 27  |
|  | 13. | CD Hispania Yecla      | 34 | 10 | 6 | 18 | 61  | 87  | -26 | 26  |
|  | 14. | CD Tháder              | 34 | 12 | 2 | 20 | 68  | 84  | -16 | 26  |
|  | 15. | Maestranza Albacete CF | 34 | 9  | 4 | 21 | 46  | 88  | -42 | 22  |
|  | 16. | Deportiva Minera       | 34 | 8  | 6 | 20 | 58  | 82  | -24 | 22  |
|  | 17. | Villena CF             | 34 | 7  | 2 | 24 | 42  | 102 | -60 | 16  |
|  | 18. | Betis Industrial CF    | 34 | 5  | 4 | 25 | 43  | 111 | -68 | 14  |
|  | 19. | Cehegín CF             | 0  | 0  | 0 | 0  | 0   | 0   | 0   | 0   |
|  | 20. | CD Ilicitano           | 0  | 0  | 0 | 0  | 0   | 0   | 0   | 0   |

Pts = Puntos; PJ = Partidos Jugados; G = Partidos Ganados; E = Partidos Empatados; P = Partidos Perdidos; GF = Goles Anotados; GC = Goles Recibidos
|  | Asciende a Tercera División |

## Segunda Regional

### Clasificación Grupo 1
|  |    | Equipos de fútbol | PJ | G | E | P | GF | GC | Dif | Pts |
|  | -- | ----------------- | -- | - | - | - | -- | -- | --- | --- |
|  | 1. | Isaac Peral CF    | 10 | 5 | 3 | 2 | 14 | 9  | +5  | 13  |
|  | 2. | Alhama CF         | 10 | 6 | 0 | 4 | 19 | 14 | +5  | 12  |
|  | 3. | Escolar CF        | 10 | 5 | 2 | 3 | 15 | 9  | +6  | 12  |
|  | 4. | CF Santomera      | 10 | 4 | 1 | 5 | 12 | 12 | 0   | 9   |
|  | 5. | CD Mazarrón       | 10 | 3 | 3 | 4 | 8  | 12 | -4  | 9   |
|  | 6. | CD Llanense       | 10 | 2 | 1 | 7 | 9  | 21 | -12 | '5  |

Pts = Puntos; PJ = Partidos Jugados; G = Partidos Ganados; E = Partidos Empatados; P = Partidos Perdidos; GF = Goles Anotados; GC = Goles Recibidos
|  | Asciende a Primera Regional |

### Clasificación Grupo 2
|  |    | Equipos de fútbol | PJ | G | E | P | GF | GC | Dif | Pts |
|  | -- | ----------------- | -- | - | - | - | -- | -- | --- | --- |
|  | 1. | CD Calasparra     | 6  | 4 | 1 | 1 | 17 | 7  | +10 | 9   |
|  | 2. | CD Blanca         | 6  | 3 | 0 | 3 | 13 | 12 | +1  | 6   |
|  | 3. | CD Tobarra        | 6  | 2 | 1 | 3 | 12 | 7  | +5  | 5   |
|  | 4. | CD Las Minas      | 6  | 2 | 0 | 4 | 6  | 22 | -16 | 4   |

Pts = Puntos; PJ = Partidos Jugados; G = Partidos Ganados; E = Partidos Empatados; P = Partidos Perdidos; GF = Goles Anotados; GC = Goles Recibidos
|  | Asciende a Primera Regional |

### Clasificación Grupo 3
|  |    | Equipos de fútbol | PJ | G | E | P | GF | GC | Dif | Pts |
|  | -- | ----------------- | -- | - | - | - | -- | -- | --- | --- |
|  | 1. | La Roda CF        | 6  | 5 | 1 | 0 | 16 | 2  | +14 | 11  |
|  | 2. | Minaya FJ         | 6  | 2 | 2 | 2 | 7  | 10 | -3  | 6   |
|  | 3. | CD Tarazona       | 6  | 2 | 1 | 3 | 11 | 9  | +2  | 5   |
|  | 4. | Munera CF         | 6  | 0 | 2 | 4 | 4  | 17 | -13 | 2   |

Pts = Puntos; PJ = Partidos Jugados; G = Partidos Ganados; E = Partidos Empatados; P = Partidos Perdidos; GF = Goles Anotados; GC = Goles Recibidos
|  | Asciende a Primera Regional |